# Мохњин
Мохњин је град на југозападу савезне Државе Качин, која се налази у северном делу Мјанмарске Уније. Главни град је Мохњинског рајона.